# اکسانا مالایا
اکسانا اولکساندریونا مالایا (به اوکراینی: Оксана Олександрівна Малая) که بیشتر با نام اکسانا مالایا شناخته می‌شود، یک زن اوکراینی متولد ۴ نوامبر ۱۹۸۳ است که به خاطر رفتارهایش که تقلیدی از سگ‌هاست در جهان شهرت دارد. تاکنون مستندهای متعددی درباره او ساخته شده و مصاحبه‌هایی نیز با وی به عمل آمده است. او در طبقه‌بندی جزو کودکان وحشی جای می‌گیرد. 
اکسانا در یکی از روستاهای اوکراین (در دوره اتحاد جماهیر شوروری) به دنیا آمد. او در هنگام تولد، کودکی معمولی بود. با این وجود، والدین الکلی‌اش در سن ۳ سالگی به او بی‌توجهی کردند و از آن به بعد او در محیطی در کنار سگ‌ها زندگی کرد. ماموران دولتی اکسانا را در سن ۷ و نیم سالگی یافتند. او در آن زمان قادر به صحبت کردن نبود، بسیاری از مهارت‌های اولیه انسانی را نمی‌دانست و از نظر ظاهری نیز رفتاری مشابه سگ‌ها داشت. او روی دست‌وپا راه می‌رفت، پارس می‌کرد، روی زمین می‌خوابید و بهداشت و تغذیه‌اش نیز همانند سگ‌ها بود. مقامات دولتی دیگر اجازه ندادند والدینش از او مراقبت کنند. 
او در نهایت به یک مرکز مراقبت از کودکان عقب‌مانده ذهنی منتقل شد. او سال‌ها تحت درمان‌های تخصصی و آموزش‌های خاص قرار گرفت تا مشکلات رفتاری، اجتماعی و تحصیلی‌اش برطرف شود. اکسانا آموخت که رفتارهایی که مشابه رفتارهای سگ‌ها بود را کنار بگذارد و به شکلی روان صحبت کند. او اکنون در مزرعه‌ای کار می‌کند و از نظر ذهنی، تا حدی عقب‌مانده به شمار می‌رود. 
او در سال ۲۰۱۳، در مصاحبه‌ای با تلویزیون ملی اوکراین، درباره خودش صحبت کرد. او گفت که می‌خواهد دیگران او را همانند یک انسان معمولی بدانند و از اینکه دیگران او را «دختر سگی» صدا می‌کنند آزرده می‌شود. او گفت که می‌خواهد برادرانش بیشتر به او سر بزنند و بزرگ‌ترین آرزویش این است که مادر زیستی‌اش را بیابد. 